# فرودگاه تک‌بانده آلالاپادو
فرودگاه تک‌بانده آلالاپادو (به انگلیسی: Alalapadu Airstrip) یک فرودگاه همگانی است . این فرودگاه در کشور سورینام قرار دارد .